# La Guajira megye
La Guajira Kolumbia egyik megyéje. Az ország északi részén terül el, az Atlanti-óceán partján. Székhelye Riohacha.

## Földrajz
Az ország legészakabbi megyéje északon és északkeleten az Atlanti-óceánnal, délkeleten Venezuelával, délnyugaton Cesar, nyugaton pedig Magdalena megyével határos. Délnyugati részén hegyek emelkednek, a többi része többnyire síkság. Itt található a La Guajira-sivatag, valamint egész Dél-Amerika legészakibb pontja, a Gallinas-fok.

## Gazdaság
Legfontosabb termesztett növényei a manióka, a banán, a kukorica, a görögdinnye, a rizs és a tökfélék, a legjelentősebb tenyésztett állatok a szarvasmarha, a juh és a kecske.

## Népesség
Ahogy egész Kolumbiában, a népesség növekedése La Guajira megyében is gyors, ezt szemlélteti az alábbi táblázat:
| Év             | Lakosság |
| -------------- | -------- |
| 1985           | 299 995  |
| 1993           | 387 773  |
| 2005           | 681 575  |
| 2012 (becsült) | 902 367  |